# Aurel Petrescu
Aurel Petrescu (n. 30 august 1897, București – d. 30 aprilie 1948, București) a fost un regizor și operator de film român. El este unul din pionierii filmelor românești de animație.

## Biografie
Aurel Petrescu s-a născut la data de 30 august 1897 în orașul București. El a lucrat în perioada interbelică ca operator de film.
În anul 1920, Aurel Petrescu a realizat filmul de animație "Păcală în lună“ (la casa de producție Soarele a germanului Erich Pommer), care a fost prezentat în aprilie 1920, la Cinematograful militar din București. Filmul a fost prezentat de către autor ca fiind o "comedie bufă cu desene animate". Succesul acestui film l-a determinat să continuie, realizând noi filme despre Păcală: "Păcală amorezat“ (1925) și apoi "Păcală și Tândală la București" (1926). Apoi între anii 1923 și 1927, realizează un ciclu de desene animate umoristice grupate sub denumirea de "D’ale zilei“.
Caricaturistul Aurel Petrescu a continuat cu realizare de figuri zoomorfe ("Motanul în lună“ - 1926) și apoi cu caricaturi animate: "Capete (1927), "Proverbe ilustrate“ (1927) etc. În anul 1927, tot el a realizat "Bărbatul de la Adam până azi“ și "Femeia de la Eva până în zilele noastre“, care a prefigurat "Scurta istorie“ a lui Ion Popescu-Gopo (1957).
Desenele animate ale caricaturistului Aurel Petrescu s-au născut sub influența celor americane și franceze din acea epocă. Realizate majoritar cu tehnica mixtă a desenului clasic și a cartoanelor decupate, personajele sale se mișcau simplu, doar din articulații, ceea ce îi făcu pe unii comentatori malițioși ai epocii să spună că desenele lui Petrescu ar trebui să se numească "articulate", nu animate.
Din păcate, absolut toate desenele sale sunt considerate pierdute astăzi, fiind distruse datorită ignoranței și a trecerii timpului. Cu toate acestea, presimțind parcă destinul tragic al peliculelor sale, Aurel Petrescu a creat un album cu 240 de fotograme, ceea ce a permis cercetătorilor să-și facă o idee asupra creației sale. La unele dintre ele se observă și pista sonoră, așadar producția sa a continuat și după introducerea sunetului în filme.
S-au stabilit un număr de circa 70 de pelicule de animație care-i aparțin. Unele sunt independente, altele au reprezentat reclame pentru diferite companii. A avut curajul să continue producția și în epoca sonorului, probabil copiind pistele filmelor străine. Începuturile în animație au fost timpurii, în schimb nu au putut avea continuitate, întrucât următoarele încercări datează abia din anii ’40.
În anul 1947, Aurel Petrescu s-a străduit să obțină sprijin oficial pentru realizarea unor filme de animație după basmele lui Ion Creangă: "Punguța cu doi bani" și "Capra cu trei iezi". Din ultimul film s-au păstrat doar fragmente ale încercărilor sale (capra și iezii pe prispa casei, joaca iezilor).
Aurel Petrescu a decedat la data de 30 aprilie 1948 în București, la vârsta de doar 51 ani.

## Filmografie (regizor)
- Păcală în Lună (1920)
- D-ale zilei I (1923)
- D-ale zilei II (1923)
- Păcală amorezat (1925)
- D-ale zilei III: Politică-Modă-Finanțe-Import-Export (1926)
- Dinu și Rodica (1926) - nedifuzat
- Motanul în lună (1926)
- Păcală și Tândală la București (1926)
- D-ale zilei IV (1927)
- Proverbe ilustrate (1927)
- Capete, figuri politice (1927)
- Bărbatul de la Adam până astăzi (1927)
- Femeia de la Eva până în zilele noastre (1927)
- România pitorească (1928)
- Punguța cu doi bani (1931) - în stadiul de proiect
- Capra cu trei iezi (1947) - neterminat

## Filmografie (operator)
- Dinu și Rodica (1926)
- Ginere fără voie (1926)
- Iadeș (1926)
- Păcală și Tândală la București (1926)
- Jandarmii (1928)